# QuidNovi
A QuidNovi é uma editora portuguesa, com sede no Porto. Foi fundada em 1995.
Inicialmente era uma editora especializada na produção de livros e outros conteúdos para venda associada a jornais. Graças ao sucesso desta actividade, desde 2005 começou, também, a publicar para o mercado de livrarias, marcando presença no mercado editorial português.
A editora tem-se destacado na colecção de autores nacionais, como João Tordo, Valter Hugo Mãe, Miguel Real e Eduardo Pitta.
[carece de fontes?]